# Błękitnostopek malezyjski
Błękitnostopek malezyjski (Birupes simoroxigorum) – gatunek pająka z rodziny ptasznikowatych (Theraphosidae). Jedyny z monotypowego rodzaju błękitnostopek (Birupes).

## Taksonomia
Gatunek ten opisany został po raz pierwszy w 2019 roku przez Raya Gabriela i Daniellę Sherwood. Opisu dokonano na podstawie parki okazów odłowionych rok wcześniej w Batang Salak w malezyjskim stanie Sarawak na wyspie Borneo. Nazwa rodzajowa to połączenie malezyjskiego słowa biru znaczącego „niebieska” i łacińskiego pes oznaczającego „noga”. Także polska nazwa zwyczajowa rodzaju odnosi się do tych słów.

## Morfologia
W przypadku holotypowego samca długość ciała wynosiła 45,1 mm, z czego 18,6 mm przypadało na karapaks, a w przypadku paratypowej samicy długość ciała wynosiła 45,5 mm, z czego 17 mm przypadało na karapaks. Dorosłe samce są brązowe z czarnym owłosieniem odnóży. Dorosłe samice mają karapaks porośnięty kremowo, opistosomę jasnobrązowo, a odnóża wyróżniają się irydyzująco błękitnym ubarwieniem, które w alkoholu przechodzi w zieleń. Karapaks ma lekko wyniesioną część głowową z wysklepionym wzgórkiem ocznym. Oczy pary przednio-bocznej leżą przed oczami pary przednio-środkowej, a oczy pary tylno-bocznej nieco za oczami pary tylno-środkowej. Jamki karapaksu są głębokie i odgięte. Nadustek jest niski, zaopatrzony w długie włoski. Szczęki na tle całej podrodziny wyróżniają się budową narządów strydulacyjnych – lira jest przysadzista, u nasady smukła, u szczytu pogrubiona i spiczasto zakończona. Warga dolna zaopatrzona jest w od 250 do 300 kuspuli, a szczęki mają ich od 100 do 120. Sternum ma trzy pary miejsc przyczepów mięśni (sigilli). Samica ma spermateki w formie dwóch szerokich zbiorniczków o niezłączonych podstawach. Nogogłaszczki samca pozbawione są apofiz goleniowych.

## Ekologia i występowanie
Gatunek orientalny, endemiczny dla Borneo, znany wyłącznie z lokalizacji typowej w malezyjskim stanie Sarawak. Zamieszkuje nizinne lasy deszczowe. Prowadzi naziemny tryb życia. Kopie norki w glebie.